# Gemeni
Gemeni – wieś w Rumunii, w okręgu Mehedinți, w gminie Dârvari. W 2011 roku liczyła 1095 mieszkańców.